# Vindula saloma
Vindula saloma är en fjärilsart som beskrevs av Nicéville 1886. Vindula saloma ingår i släktet Vindula och familjen praktfjärilar. Inga underarter finns listade i Catalogue of Life.